# Scopula mentzeri
Scopula mentzeri is een vlinder uit de familie spanners (Geometridae). De wetenschappelijke naam is voor het eerst geldig gepubliceerd in 1993 door Hausmann.
De soort komt voor in Europa.